# صحيفة إضافية

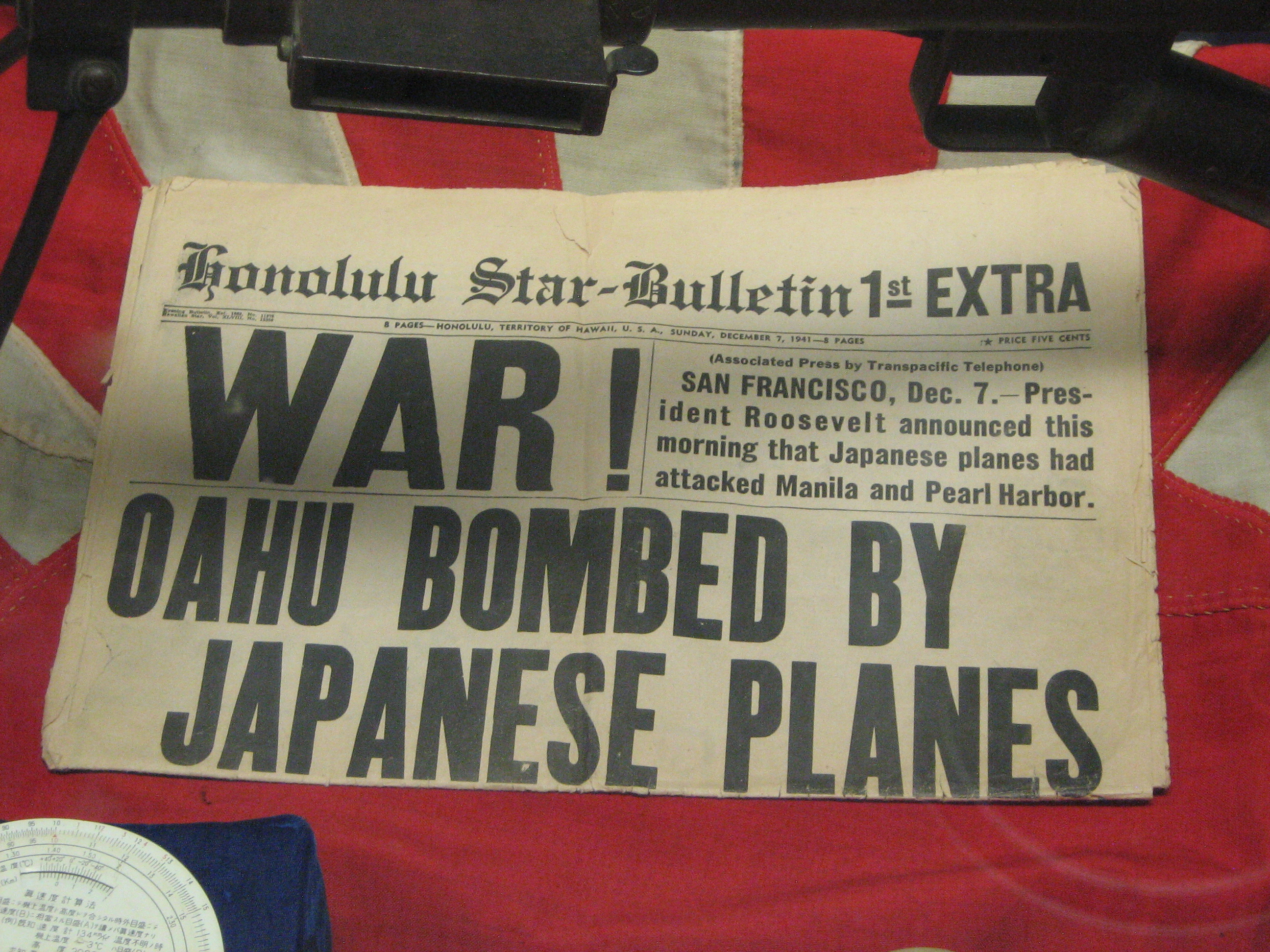
طبعة إضافية من نشرة هونولولو ستار بعد الهجوم على بيرل هاربور

صحيفة إضافية، أو طبعة إضافية، أو طبعة خاصة، (بالٳنجليزية: Newspaper extra)، هي إصدار خاص من صحيفة تصدر خارج جدول النشر العادي، لإبلاغ عن أخبار مهمة أو مثيرة وصلت متأخرة جداً بالنسبة للطبعة العادية، مثل اندلاع الحرب، واغتيال شخصية عامة، أو حتى آخر التطورات في محاكمة مثيرة.:261
فقد حلت الصحيفة الإضافية محل ورقة مطبوعة انتشرت سابقا، حيث كانت ورقة مطبوعة على وجه واحد فقط، وكان الغرض منها لصقها على جدران الأماكن العامة.
بداية من منتصف القرن التاسع عشر في الولايات المتحدة، أصبح بائعو الصحف في الشوارع يصرخون «اضافي! إضافي! اقرأ كل شيء عنه!» عند بيع الصحف الاضافية. وأصبح هذا عبارة عن شعاراً يُستخدم في كثير من الأحيان لإدخال الأحداث في سرد الأفلام.
ومع تطور الإذاعة، أصبحت الإضافات عتيقة في أوائل ثلاثينيات القرن العشرين (في المناطق التي كانت فيها تغطية إذاعية جيدة)، واستُبدلت بنشرات إخبارية عاجلة.:36 كما قال جوزيف بوليتزر: «يتفوق راديو إيش على الصحيفة من حيث السرعة والدقة والملاءمة العامة».